# Djanet

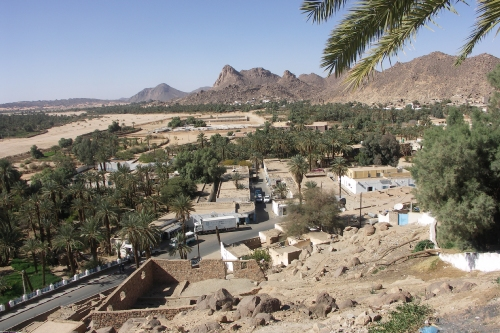
Vista da comuna de Djanet

Djanet (em árabe: جانت ) é uma comuna da Argélia, capital do distrito de Djanet, na província de Illizi, no sudeste da Argélia. Está localizada a 412 km (256 milhas) ao sul da capital provincial, Illizi. Segundo o censo de 2008, tem uma população de 14 655 habitantes. Como teve 9.699 habitantes em 1998, a população da comuna de Djanet teve uma taxa de crescimento anual de 4,3%. É habitada pelo povo tuaregue Kel Ajjer.

## História
A região de Djanet é habitada desde os tempos neolíticos. Houve períodos de dez mil anos em uma época em que a área não era desértica. A flora e a fauna eram exuberantes, como pode ser visto nas inúmeras pinturas rupestres de Tassili n'Ajjer ao redor de Djanet. Populações de caçadores-coletores viviam lá. Djanet foi fundada na Idade Média pelos tuaregues. O Império Otomano, que tinha autoridade nominal sobre a região de Fezzan, reforçou sua presença na área no início do século 20 em reação à colonização da África pelos europeus.

## Geografia
Djanet e as cidades vizinhas de Azelouaz, El Mihan, Adjahil e Eferi ficam em um vale esculpido pelo rio intermitente (wadi) Oued Idjeriou através da borda sudoeste da cordilheira Tassili n'Ajjer e a leste das dunas de areia de Erg Admer. O Tadrart Rouge está localizado a sudeste e é um prolongamento ao sul do Tadrart Acacus da Líbia. Devido ao ar um pouco mais frio, maior umidade e chuvas um pouco mais altas nessas áreas, as montanhas próximas suportam uma maior quantidade e variedade de vida selvagem do que as áreas mais baixas do Saara e fazem parte do ecossistema de florestas xéricas montanhosas do Saara Ocidental. A própria Djanet fica a uma altitude de 1 035 metros (3 396 pés), mas as montanhas a leste e norte chegam a 1 905 metros (6 250 pés).

## Clima
Djanet tem um clima desértico quente (classificação climática de Köppen BWh), com verões muito quentes e invernos amenos. A cidade é extremamente seca durante todo o ano, com uma precipitação média anual de apenas 14,6 milímetros (0,57 pol.) e nenhum mês com uma média de mais de 3 milímetros (0,12 pol).